# Кидж Джонсън
Кидж Джонсън (на английски: Kij Johnson) е американска редакторка и писателка на фентъзи романи.

## Биография и творчество
Родена е в Айова, САЩ. Работи продължително време в издателския бизнес, редактира за „Tor Books“ и „Wizards of the Coast/TSR“, отново като редактор участва в подготовката на колекции за издателя на комикси „Dark Horse“, работи като мениджър по съдържанието за Microsoft Reader.
Сътрудничещ директор към Центъра за изучаване на научната фантастика в Канзаския университет и краен арбитър при връчването на наградите в памет на Тиодор Стърджън.
Автор на три романа и повече от 30 разказа. Носител на наградата „Тиодор Стърджън“ (1994 г., за разказа „Fox Magic“), Световна награда за фентъзи (2008 г., за разказа „26 Monkeys, Also the Abyss“), наградата Небюла (2009 г., за разказа „Spar“; 2010 г., за разказа „Ponies“, когато поделя първото място в категорията за къс разказ заедно с Харлан Елисън) и др. Има множество номинации за Хюго, „Небюла“ и „Световната награда за фентъзи“. Романът ѝ „Fudoki“ е обявен от „Пъблишърс уикли“ за един от най-добрите научнофантастични/фентъзи романи за 2003 г.

## Произведения

### Самостоятелни романи
- The River Bank (2017)[3]

### Серия „Лисицата“ (Fox Woman)
1. The Fox Woman (2000)
2. Fudoki (2003)

### Сборници
- Tales for the Long Rains (2001)
- At the Mouth of the River of Bees (2012)

### Разкази
- The Cat Who Walked a Thousand Miles (2011)
- Ponies (2011)
- The Man Who Bridged the Mist (2012)
- The Dream-Quest of Vellitt Boe (2016)